# Slovenská hokejová liga
Die Slovenská hokejová liga (bis 2019 1. hokejová liga SR) ist die zweithöchste Spielklasse im slowakischen Profi-Eishockey. Die Liga entstand 1993 nach dem Ende der Tschechoslowakei aus der Teilung des tschechoslowakischen Ligasystems. Dabei entstand die slowakische Extraliga als höchste, die 1. Liga als zweithöchste und die 2. Liga als dritthöchste Spielklasse der Slowakei.

## Teilnehmer der Saison 2024/25
| Klub                         | Stadt             | Spielstätte                      | Kapazität | Gründungsjahr |
| ---------------------------- | ----------------- | -------------------------------- | --------- | ------------- |
| HC TEBS Bratislava           | Bratislava        | Zimný štadión Vladimíra Dzurillu | 3.500     | 2024          |
| HK Steel Team Trebišov       | Trebišov          | Zimný štadión Trebišov           | 4.238     | 1992          |
| HK Spartak Dubnica nad Váhom | Dubnica nad Váhom | Zimný štadión Dubnica nad Váhom  | 3.500     | 1942          |
| HC 19 Humenné                | Humenné           | Zimný štadión Humenné            | 3.150     | 1936          |
| HK Levice                    | Levice            | Zimný štadión Levice             | 2.286     | 1987          |
| HK Detva                     | Detva             | Zimný štadión Detva              | 1.800     | 2022          |
| HK 95 Považská Bystrica      | Považská Bystrica | Zimný štadión Považská Bystrica  | 2.400     | 1938          |
| HK Skalica                   | Skalica           | Hant Aréna                       | 4.095     | 1936          |
| HC Topoľčany                 | Topoľčany         | Zimný štadión Topoľčany          | 3.400     | 1932          |
| HK Trnava                    | Trnava            | Zimný štadión Trnava             | 3.200     | 1957          |
| HK MŠK Žiar nad Hronom       | Žiar nad Hronom   | Slovalco Aréna                   | 2.500     | 1952          |
| HC Prešov                    | Prešov            | ICE Aréna                        | 3.600     | 2023          |
| U18-Slowakei                 | Piešťany          | Zimný štadión Piešťany           | 3.500     | 1992          |

## Namensgebung

Logo zwischen 2010 und 2019

| Zeitraum  | Offizieller Liganame             |
| --------- | -------------------------------- |
| 1993–2016 | 1. hokejová liga SR              |
| 2016–2017 | Budiš 1. hokejová liga SR        |
| 2017–2019 | St. Nicolaus 1. hokejová liga SR |
| 2019–2021 | Slovenská hokejová liga          |
| seit 2021 | Tipos Slovenská hokejová liga    |

## Meister
| - 1993/94: HK Spartak Dubnica - 1994/95: ŠaHK ISKRA Banská Bystrica - 1995/96: HK Spišska Nová Ves - 1996/97: HKm Zvolen - 1997/98: ŠaHK ISKRA Banská Bystrica - 1998/99: HK Spartak Dubnica - 1999/2000: MHC Martin - 2000/01: MsHK Žilina - 2001/02: HK Spisška Nová Ves - 2002/03: HKm Nitra | - 2003/04: HK Spartak Dubnica - 2004/05: HKm Zvolen B (Vizemeister HC Topoľčany nimmt an der Relegation teil) - 2005/06: HC 05 Banská Bystrica (Banská Bystrica verzichtet auf den Aufstieg, HC Topoľčany nimmt an der Relegation teil) - 2006/07: MHK SkiPark Kežmarok - 2007/08: HC 05 Banská Bystrica - 2008/09: HK Spišská Nová Ves - 2009/10: ŠHK 37 Piešťany - 2010/11: ŠHK 37 Piešťany - 2011/12: HC 46 Bardejov |

### Meistertafel
| #   | Saison  | Meister                                    | Vizemeister                                | Dritter                                    |
| --- | ------- | ------------------------------------------ | ------------------------------------------ | ------------------------------------------ |
| 1.  | 1993/94 | Spartak Dubnica nad Váhom                  | ŠK Iskra Banská Bystrica                   | HK 36 Skalica                              |
| 2.  | 1994/95 | ŠK Iskra Banská Bystrica                   | HK Hell Zvolen                             | HK 36 Skalica                              |
| 3.  | 1995/96 | HK VTJ Spišská Nová Ves                    | HKm Zvolen                                 | HK 36 Skalica                              |
| 4.  | 1996/97 | HKm Zvolen                                 | HK 36 Skalica                              | HK VTJ Prešov                              |
| 5.  | 1997/98 | ŠK Iskra Banská Bystrica                   | HK VTJ Farmakol Prešov                     | HK Spartak Dubnica nad Váhom               |
| 6.  | 1998/99 | HK Spartak Dubnica nad Váhom               | HK ŠKP PCHZ Žilina                         | HC Harvard Trnava                          |
| 7.  | 1999/00 | Martimex ZŤS Martin                        | ŠK Iskra Banská Bystrica                   | HC Harvard Trnava                          |
| 8.  | 2000/01 | MsHK Žilina                                | MHC Nitra                                  | HK VTJ Farmakol Prešov                     |
| 9.  | 2001/02 | HK VTJ Spišská Nová Ves                    | HC Dukla Inpro Senica                      | HC Kimex VTJ Topoľčany                     |
| 10. | 2002/03 | MHC Nitra                                  | HK Spartak Dubnica nad Váhom               | HK VTJ Farmakol Prešov                     |
| 11. | 2003/04 | HK Spartak Dubnica nad Váhom               | MšHK Prievidza                             | PHK Prešov                                 |
| 12. | 2004/05 | HKm Zvolen B (MHK Detva)                   | HC Topoľčany                               | MHC Martin                                 |
| 13. | 2005/06 | HC 05 Banská Bystrica (HKm Zvolen B)       | HKm Humenné (HC Košice B)                  | HC Topoľčany                               |
| 14. | 2006/07 | MHK Kežmarok                               | HK Spišská Nová Ves                        | HC 05 Banská Bystrica                      |
| 15. | 2007/08 | HC 05 Banská Bystrica                      | HK Spišská Nová Ves                        | HK Trnava                                  |
| 16. | 2008/09 | HK Spišská Nová Ves                        | ŠHK 37 Piešťany                            | HK Trnava                                  |
| 17. | 2009/10 | ŠHK 37 Piešťany                            | HC 07 Prešov                               | HC 46 Bardejov                             |
| 18. | 2010/11 | ŠHK 37 Piešťany                            | MHk 32 Liptovský Mikuláš                   | HK Spišská Nová Ves                        |
| 19. | 2011/12 | HC 46 Bardejov                             | ŠHK 37 Piešťany                            | HC Dukla Senica                            |
| 20. | 2012/13 | HC 46 Bardejov                             | HK Dukla Michalovce                        | HC 07 Prešov                               |
| 21. | 2013/14 | HC 46 Bardejov                             | HK Dukla Michalovce                        | HK Trnava                                  |
| 22. | 2014/15 | HC 07 Detva                                | HK Spišská Nová Ves                        | HC 46 Bardejov                             |
| 23. | 2015/16 | HC Nové Zámky                              | HC 46 Bardejov                             | MHk 32 Liptovský Mikuláš                   |
| 24. | 2016/17 | HC 07 Detva                                | HK Skalica                                 | HC Prešov                                  |
| 25. | 2017/18 | HK Dukla Michalovce                        | HK Skalica                                 | HC Prešov                                  |
| 26. | 2018/19 | HK Dukla Michalovce                        | HK Martin                                  | MHK Dubnica nad Váhom                      |
| 27. | 2019/20 | keine Vergabe aufgrund der Corona-Epidemie | keine Vergabe aufgrund der Corona-Epidemie | keine Vergabe aufgrund der Corona-Epidemie |
| 28. | 2020/21 | HK Spišská Nová Ves                        | Vlci Žilina                                | HK Martin                                  |
| 29. | 2021/22 | Vlci Žilina                                | HK Martin                                  | HK Skalica                                 |
| 30. | 2022/23 | HC 19 Humenné                              | Vlci Žilina                                | HK Martin                                  |
| 31. | 2023/24 | Vlci Žilina                                | HC 21 Prešov                               | HK 95 Považská Bystrica                    |
| 32. | 2024/25 | HC Prešov                                  | HK Skalica                                 | HK Spartak Dubnica                         |

### Statistik
| Team                             | Meistertitel | Spielzeiten                        |
| -------------------------------- | ------------ | ---------------------------------- |
| HC 05 / ŠK Iskra Banská Bystrica | 4            | 1994/95, 1997/98, 2005/06, 2007/08 |
| HK Spišská Nová Ves              | 4            | 1995/96, 2001/02, 2008/09, 2020/21 |
| Vlci Žilina                      | 3            | 2001, 2022, 2024                   |
| HC 46 Bardejov                   | 3            | 2011/12, 2012/13, 2013/14          |
| MHK Dubnica nad Váhom            | 3            | 1993/94, 1998/99, 2003/04          |
| HK Dukla Michalovce              | 2            | 2018, 2019                         |
| HC 07 Detva                      | 2            | 2015, 2017                         |
| ŠHK 37 Piešťany                  | 2            | 2010, 2011                         |
| HC Prešov                        | 1            | 2025                               |